# بيري جيرمان
بيري جيرمان (بالفرنسية: Pierre Germann)‏ (5 مارس 1985 بنانسي في فرنسا - ) هو لاعب كرة قدم فرنسي في مركز الوسط. لعب مع نادي تشيربورغ ونادي ديجون ونيم أولمبيك وSO Romorantin ‏ وLuçon FC ‏.

## وصلات خارجية
- بيري جيرمان على موقع قاعدة بيانات كرة القدم.إي يو (الإنجليزية)
- بيري جيرمان على موقع Soccerway.com (الإنجليزية)